# Markéta Salomena Smiřická
Markéta Salomena Smiřická ze Smiřic, po sňatku Slavatová (1597 – asi 1655 Holandsko) byla česká šlechtična z hruboskalské linie rodu Smiřických ze Smiřic. Její osobou celý rod vymřel i v ženské linii.

## Původ
Narodila se jako dcera Zikmunda II. Smiřického ze Smiřic (1557–1608) a Hedviky Zajícové z Házmburka († 1610). Její nejstarší bratr Jaroslav II. (1588–1611), hejtman Kouřimského kraje a hlava rodu v letech 1618–1611, zemřel před svými 24 narozeninami. Bratr Albrecht Jan (1594–1618), hlava rodu v letech 1614–1618, byl iniciátorem a čelným představitelem českého stavovského povstání proti Habsburkům a možným kandidátem na českého krále. Smrtí duševně nemocného bratra Jindřicha Jiřího (1592–1630) vymřel rod Smiřických ze Smiřic po meči.

## Život
Markéta Salomena pocházela z jednoho z nejbohatších rodů v Čechách. V roce 1618, kdy zemřel Albrecht Jan Smiřický, byl kromě Markéty Salomeny naživu jen slabomyslný bratr Jindřich Jiří a sestra Eliška Kateřina. Markéta Salomena a její manžel Jindřich Michal Slavata z Chlumu a Košumberka chtěli pro sebe uchvátit celé dědictví, které se skládalo z jedenácti panství ve středních a severovýchodních Čechách (Český Dub, Semily, Hrubá Skála, Kumburk, Hořice, Škvorec, Kostelec nad Černými lesy, Žlunice, Dymokury, Náchod a Uhříněves). Do karet jim hrálo, že starší sestra s tělesnou vadou Eliška Kateřina měla v letech 1607–1608 milostnou aféru s neurozeným mužem. V Kostelci nad Černými lesy smilnila s kovářem Jiřím Vágnerem, který pocházel z Hodkovic nad Mohelkou, které byly součástí smiřického panství Český Dub. Když se tyto styky provalily, nechal ji otec uvrhnout do domácího vězení na hradě Hrubá Skála (tehdy Skály). Později byla vězněna na Kumburku. V roce 1619 ji osvobodil šlechtic s nevalnou pověstí Ota Jindřich z Vartenberka a oženil se s ní. Usadili se na zámku v Jičíně. V lednu 1620 byl na příkaz krále Fridricha Falckého Ota Jindřich z Vartmberka uvězněn v Bílé věži na Pražském hradě. Dne 1. února 1620 přijela do Jičína královská komise, která měla donutit Elišku Kateřinu vzdát se majetku. Přítomen byl také švagr Jindřich Slavata z Chlumu a dřívější poručník Rudolf ze Stubenberka. Při neobjasněném výbuchu na zámku hlavní protagonisté zemřeli.
Markéta Salomena se ujala dědictví. Stala se dvorní dámou české královny Alžběty Stuartovny. Po bitvě na Bílé hoře se v Náchodě přidala k prchajícímu průvodu zimního krále a odešla do emigrace. Vzala s sebou i svého bratra Jindřicha Jiřího. Z Vratislavi odjela do Haagu. V roce 1621 ustanovil král Ferdinand II. Albrechta z Valdštejna, jehož matka Markéta pocházela z náchodské větvě rodu Smiřických, poručníkem duševně zaostalého Jindřicha Jiřího a správcem tří čtvrtin majetku Smiřických. Markéta Salomena předala bratra Jindřicha Jiřího Valdštejnovým lidem v Hamburku v roce 1627.
Do Čech se Markéta Salomena podívala už jen třikrát. V létě 1631 využila situace během saského vpádu do Čech a vrátila se na svá panství. Pobývala na černokosteleckém zámku. Po několika měsících musela ale zase uprchnout za hranice.
Další možnost návratu se naskytla během švédského vpádu vojsk Johanna Gustafssona Banéra do Čech v roce 1639. Panství spravovali její zmocněnci z nižší šlechty. Když byla švédská vojska na jaře následujícího roku vytlačena, opět opustila svou vlast.
Naposledy se do Čech podívala v roce 1645. Opět navštívila Kostelec.
Rodového majetku se domáhala až do smrti.

## Rodina
V roce 1610 se provdala za Jindřicha Michala Slavatu z Chlumu a Košumberka (1588 – 1. 2. 1620 Jičín), syna Vojtěcha (Adalberta) Slavaty (1553–1600) a Anny Salomeny Smiřické ze Smiřic († asi 1620) z náchodské větve rodu. Manželův bratranec Vilém Slavata z Chlumu a Košumberka (1572–1652) byl během pražské defenestrace vyhozen z okna. Narodil se jim jeden syn:
- Albrecht Jindřich (1610–1656 v exilu), rytmistr ve švédském vojsku, po roce 1648 se usadil v Drážďanech
  - ∞ Amálie (Emilie) Markéta z Holland-Brederode (1630 – 14. 8. 1663)

## V kultuře
Osudy posledních Smiřických ze Smiřic zpracoval Josef Svátek v románu Pád rodu Smiřických.